# Kanaker-Zeytun
Kanaker-Zeytun (en arménien Քանաքեր-Զեյթուն) est un des douze districts d'Erevan, la capitale de l'Arménie.

## Situation
D'une superficie de 810 hectares, il est situé sur les hauteurs du nord de la ville. Ce district abrite 78 400 habitants.

## Administration
Le district est divisé en deux quartiers : Kanaker et Nor Zeytun.

## Galerie

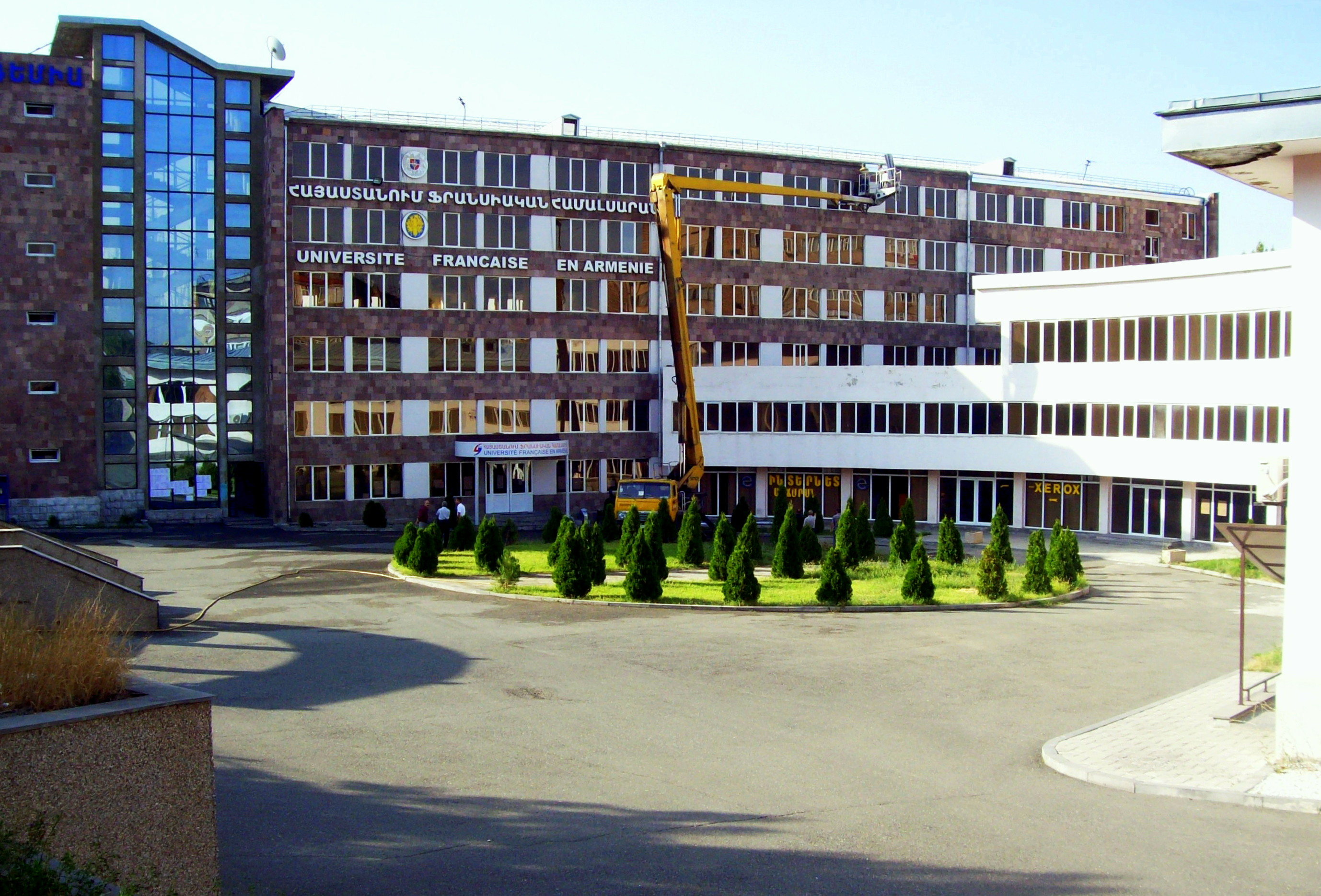
Université française en Arménie.
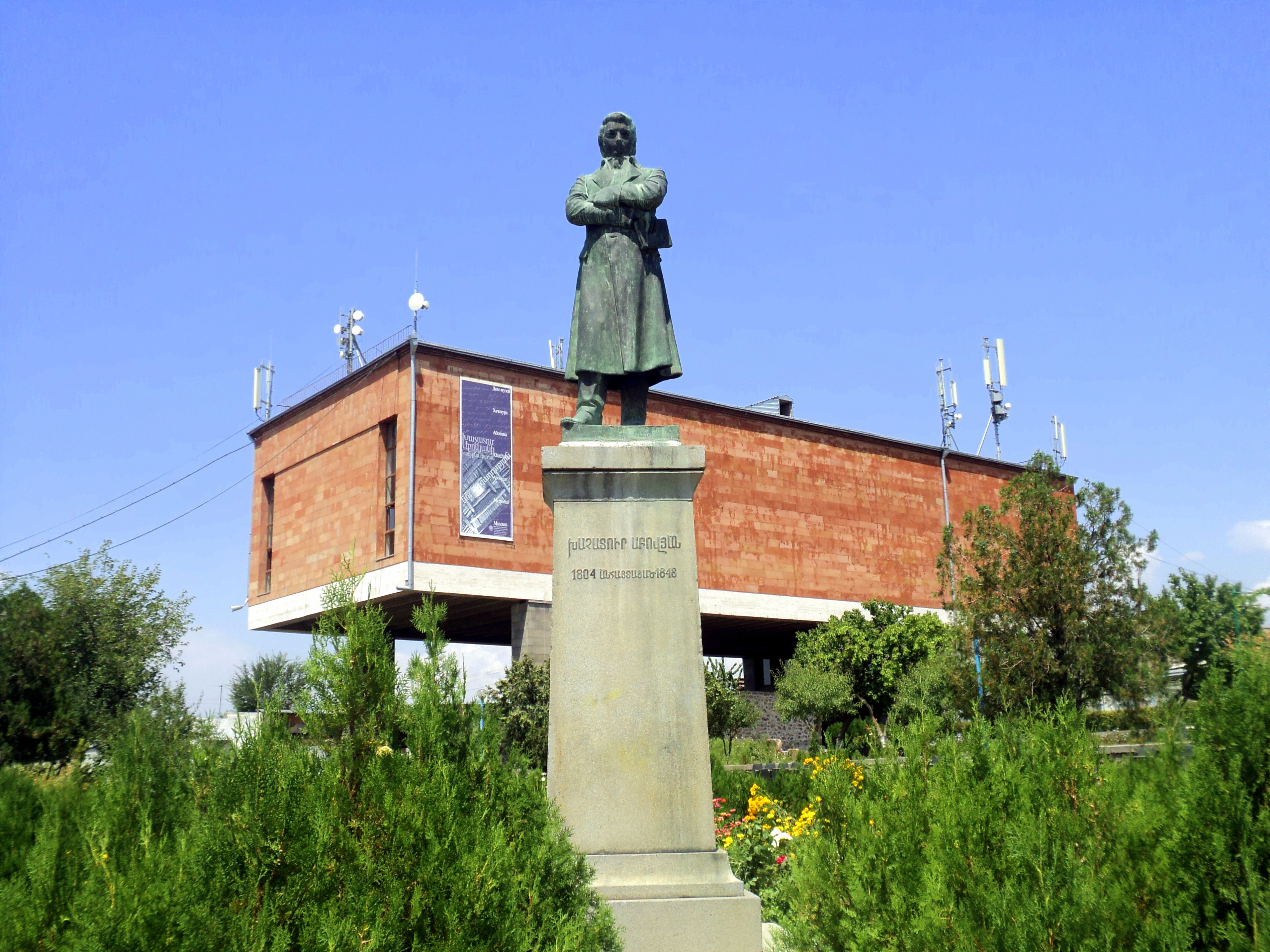
Musée Khatchatour Abovian.